# Dolj

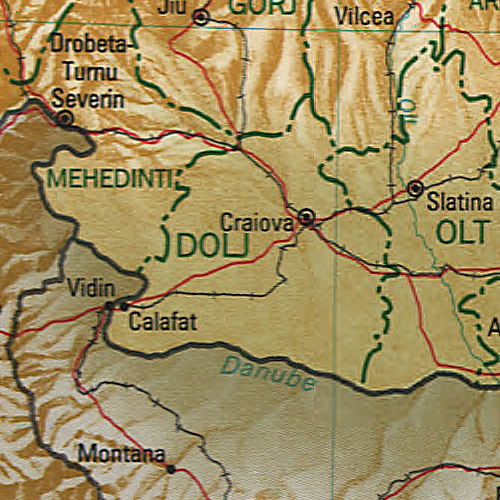
Mapa de Dolj

Dolj é um judeţ (distrito) da Romênia, na região da Valáquia. Sua capital é a cidade de Craiova.

## Geografia
Dolj possui área total de 7.414 km².
 
A totalidade da área é plana, uma planície com o Danúbio ao sul formando um amplo vale e cortado ao meio pelo rio Jiu. Correm também pequenos rios, cada um deles formando pequenos vales interiores.  Existem alguns lagos espalhados pelo condado e muitas lagoas e canais no vale do Danúbio. 6% da área do condado é um deserto (Sahara Olteniei).

### Limites
- Olt a leste;
- Mehedinţi a oeste;
- Gorj e Vâlcea ao norte;
- Bulgária ao sul - província de Vidin, província de Montana e província de Vratsa.

## Demografia
Em 2002, possuia uma população de 734.231 habitantes e uma densidade demográfica de 99/km².

### Grupos étnicos
- romenos - mais de 96%[1]
- ciganos - 3%
- sérvios e búlgaros - quase 1%.

### Evolução da população
| \| ano \| população[2] \| \| ---- \| ------------ \| \| 1930 \| 533.872 \| \| 1948 \| 615.301 \| \| 1956 \| 642.028 \| \| 1966 \| 691.116 \| \| 1977 \| 750.328 \| \| 1992 \| 762.142 \| \| 2002 \| 734.231 \| |           |
| ano | população |
| 1930 | 533.872   |
| 1948 | 615.301   |
| 1956 | 642.028   |
| 1966 | 691.116   |
| 1977 | 750.328   |
| 1992 | 762.142   |
| 2002 | 734.231   |

## Economia

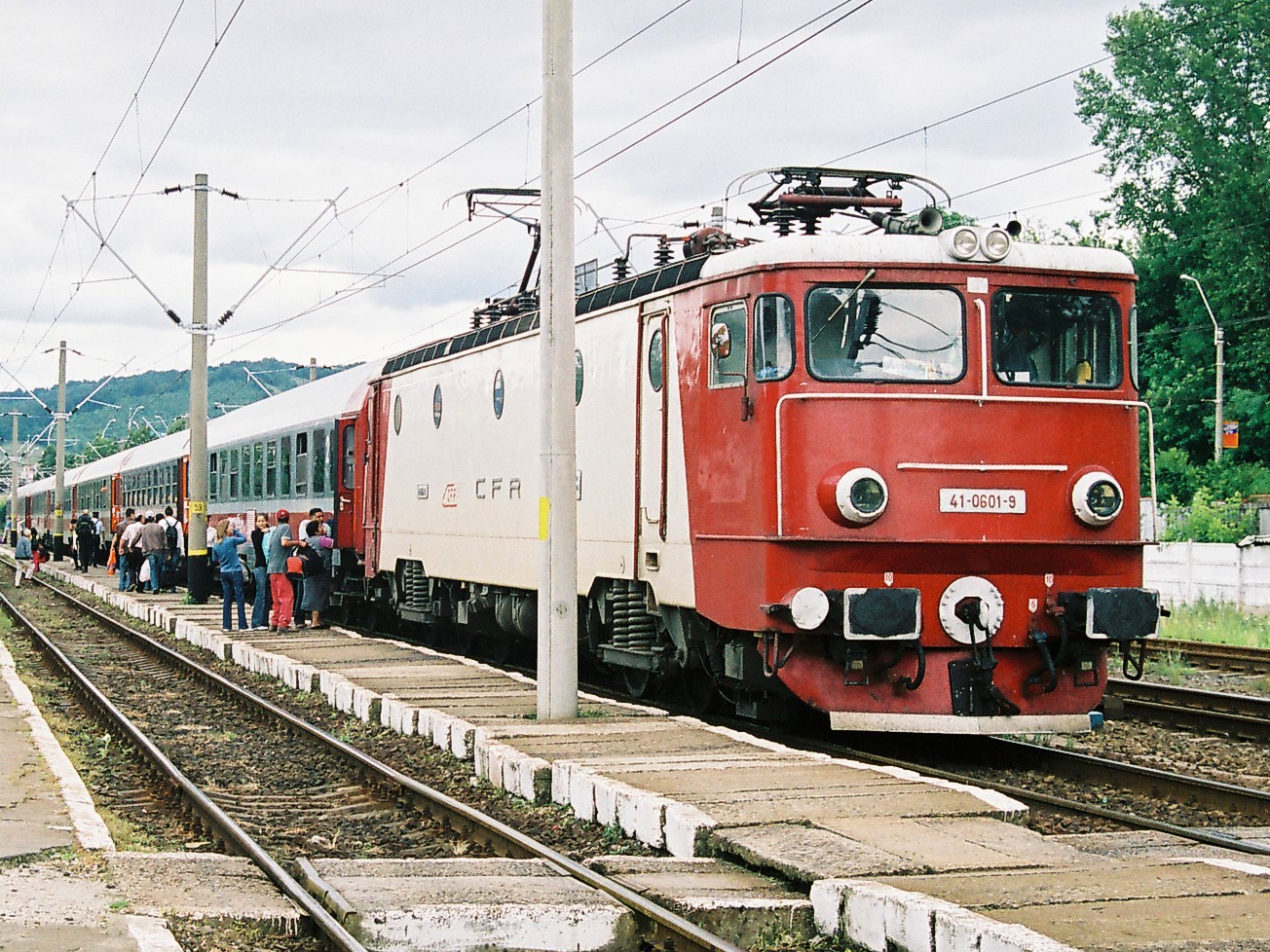
Fabricação de locomotivas elétricas - Electroputure - Craiova

A agroindústria é a principal atividade de Dolj, com terreno ideal para cultivo de cerais, hortaliça e vinhos. Todas as outras indústrias estão localizada principalmente em Craiova, a maior cidade do sudoeste da Romênia.
As principais indústrias de Dolj são:
- Indústria automobilística  - Daewoo possui uma fábrica;
- alta eletricidade e equipamentos de transporte  - Electroputere Craiova é a maior fábrica da Romênia;
- Indústria aeronáutica;
- Indústria química;
- Indústria alimentícia e bebidas;
- Indústria têxtil;
- Indústria de componentes mecânicos.

Dolj possui dois portos no Danúbio - Bechet e Calafat.

## Paisagem
A área entre Craiova, Calafat e Corabia é conhecida por "Sahara de Oltenia" devido aos solos arenosos. Em Dabuleni existem diversas plantações de melões.
Em 1970, a floresta cobria cerca de 12% da superfície do distrito de Dolj. Atualmente cobrem apenas 7%. Esta região enfrenta um grave problema de desertificação.

## Turismo
Os principais destinos turísticos são:
- a cidade de Craiova;
- a cidade de Calafat;
- a pesca no Danúbio;
- a cidade de Băileşti

## Divisões administrativas
Dolj possui 3 municípios, 4 cidades e 104 comunas.

### Municípios
- Craiova
- Băileşti
- Calafat

### Cidades
- Bechet
- Dăbuleni
- Filiaşi
- Segarcea

### Comunas
| - Afumaţi - Almăj - Amărăştii de Jos - Amărăştii de Sus - Apele Vii - Argetoaia - Bârca - Bistreţ - Botoşeşti-Paia - Brabova - Brădeşti - Braloştiţa - Bratovoeşti - Breasta - Bucovăţ - Bulzeşti - Călăraşi - Calopăr - Caraula | - Cârcea - Cârna - Carpen - Castranova - Catane - Celaru - Cerăt - Cernăteşti - Cetate - Cioroiaşi - Ciupercenii Noi - Coşoveni - Coţofenii din Dos - Coţofenii din Faţă - Daneţi - Desa - Dioşti - Dobreşti - Dobroteşti | - Drăgoteşti - Drănic - Fărcaş - Galicea Mare - Galiciuica - Gângiova - Gherceşti - Ghidici - Ghindeni - Gighera - Giubega - Giurgiţa - Gogoşu - Goicea - Goieşti - Greceşti - Întorsura - Işalniţa - Izvoare | - Leu - Lipovu - Măceşu de Jos - Măceşu de Sus - Maglavit - Malu Mare - Mârşani - Melineşti - Mischii - Moţăţei - Murgaşi - Negoi - Orodel - Ostroveni - Perişor - Pieleşti - Piscu Vechi - Pleniţa - Pleşoi | - Podari - Poiana Mare - Predeşti - Radovan - Rast - Robăneşti - Rojişte - Sadova - Sălcuţa - Scăeşti - Seaca de Câmp - Seaca de Pădure - Secu - Siliştea Crucii - Şimnicu de Sus - Sopot - Tălpaş - Teasc - Terpeziţa | - Teslui - Ţuglui - Unirea - Urzicuţa - Valea Stanciului - Vârtop - Vârvoru de Jos - Vela - Verbiţa |

## Pessoas famosas
- Corneliu Baba
- Tudor Gheorghe
- Alexandru Macedonski
- Titu Maiorescu
- Amza Pellea
- Francisc Şirato
- Marin Sorescu
- Nicolae Titulescu
- Ion Ţuculescu
- Nicolae Vasilescu-Karpen
- Miguel, o Valente